# Mk 34
L'Mk 34, inizialmente designato Mine Mk 44, poi Mk 34 mod 1, era un siluro della classe da 21 pollici (in) (53,3 cm) ad uso aeronautico prodotto negli Stati Uniti d'America dal 1948 al 1954.
Utilizzato dalla flotta aerea della United States Navy rimase in dotazione ai reparti fino al 1958.

## Storia

### Sviluppo
Nelle ultime fasi della seconda guerra mondiale la U.S. Navy ritenne necessario avviare lo sviluppo di un nuovo siluro da assegnare come dotazione standard ai reparti della propria aviazione navale. Il nuovo ordigno, designato Mine Mk 44, era uno sviluppo del precedente Mk 24 FIDO equipaggiato con un sistema di guida acustica passiva.
La principale innovazione rispetto al suo predecessore era l'adozione di due distinte batterie che provvedevano all'alimentazione del motore elettrico collegato all'elica. Questo permetteva di utilizzarle in parallelo aumentando così la gittata dell'ordigno in modalità di ricerca per essere commutate in serie, una volta individuato l'obiettivo, al fine di incrementarne la velocità massima.
Era dotato di un idrofono magnetostrittivo

### Impiego operativo
L'Mk 34 entrò a far parte della dotazione standard dal 1948, equipaggiando una serie di velivoli ad ala fissa sia a propulsione ad elica, come il Grumman TBM-3 Avenger , che a getto, tra i quali il Grumman S-2 Tracker. Rimase in servizio operativo fino al 1958 quando venne sostituito dal più moderno Mk 43.

## Utilizzatori
Stati Uniti
- United States Navy